# Carmen Elise Espenæs

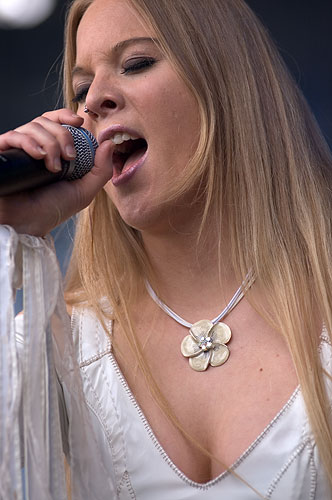
Espenæs in 2006

Carmen Elise Espenæs (Stavanger, Noorwegen, 30 september 1983) is de zangeres en mede-oprichter van de gothic/folk metal band Midnattsol.

## Carrière
In 2002 richtten Carmen Elise en gitarist Chris Hector de Duits/Noorse symfonische metal en folk metal band Midnattsol op, met de bedoeling om aan dit project te werken zodra ze gelijkgestemde mensen gevonden hadden. De nieuwe groepsleden kwamen er in de personen van Chris Murzinsky (voormalig drummer van Penetralia) en Daniel Fisher (keyboard) en later Daniel Droste (gitarist) en Birgit Öllbrunner (bassist).
In september 2004 kreeg Espenæs een aanbieding om te toeren met Cradle of Filth als support van Nymphetamine; door verplichtingen met haar eigen band heeft Espenæs dit aanbod echter geweigerd.

## Privéleven
Ze is de jongere zus van Liv Kristine Espenæs Krull, een zangeres met zowel een solocarrière als een eigen band, o.a. Theatre of Tragedy en Leaves' Eyes.

## Discografie

### Demo's
- Midnattsol (2003)

### Studioalbums
- Where Twilight Dwells (2005)
- Nordlys (2008)

### Meegewerkt aan
- Lovelorn - Leaves' Eyes (2004 - backing vocals voor Into Your Light)